# Aloe excelsa
Aloe excelsa é uma espécie de liliopsida do gênero Aloe, pertencente à família Asphodelaceae.